# I Am Not a Witch
Je ne suis pas une sorcière
Pour plus de détails, voir Fiche technique et Distribution.
I Am Not A Witch, suivi du sous-titre Je ne suis pas une sorcière, est un long métrage réalisé par Rungano Nyoni et sorti en 2017.
Il a été initié et développé par la productrice française Juliette Grandmont pour Clandestine Films.

## Synopsis
Dans un village traditionnel zambien, la population est en proie aux superstitions. Shula, une petite fille de neuf ans, accusée de sorcellerie, est condamnée à vivre dans un camp de sorcières au milieu du désert. Comme les autres prisonnières, largement photographiées par les touristes curieux, elle est vêtue d'une parure traditionnelle et attachée par un ruban à un grand mât censé l'empêcher de voler et de commettre ses méfaits. Elle peut toutefois se déplacer de quelques dizaines de mètres et profiter de quelque liberté grâce à une bobine qui permet de dérouler le ruban. On lui laisse le choix de couper le ruban pour se libérer, et de se transformer ainsi en chèvre libre, au risque de finir en repas d'un chasseur, ou de rester attachée et de vivre une vie de sorcière,. Elle obtient toutefois la protection d'un fonctionnaire et de sa femme et gagne en respect — même si la frange plébéienne de la population aimerait plutôt la voir morte. Pour certains, elle devient une sorte de divinité, dont on attend des pouvoirs surnaturels capables de déclencher la pluie. En effet, celle-ci fait cruellement défaut dans la région qui se désertifie.

## Fiche technique
- Titre : I Am Not A Witch
- Réalisation : Rungano Nyoni
- Scénario : Rungano Nyoni
- Directeur de la photographie : David Gallego
- Montage : George Cragg, Yann Dedet, Thibault Hague
- Son : Maiken Hansen, Olivier Dandre
- Décor : Nathan Parker
- Pays de production :  Royaume-Uni -  France -  Allemagne -  Zambie
- Langues : anglais, bemba, nyanja, tonga
- Genre : drame
- Durée : 93 minutes
- Dates de sortie :
  - France : 25 mai 2017 (Festival de Cannes 2017 à la Quinzaine des réalisateurs), 27 décembre 2017 (sortie nationale)
  - Royaume-Uni : 20 octobre 2017
  - Suisse : 31 janvier 2018[4]

## Distribution
- Maggie Mulubwa : la petite Shula
- Henry B.J. Phiri : M. Banda, l'agent du gouvernement
- Nancy Murilo : Charity, la femme de Banda
- Nellie Munamonga : Josephine, la policière
- Margaret Sipanella : Mama
- Dyna Mufuni : le chef
- Gloria Huwiler : la touriste au téléphone
- Chileshe Klimamukwento : le témoin
- Travers Merrill : le fermier
- Victor Phiri : le guide touristique

## Sortie

### Accueil critique
En France,  le site Allociné recense une moyenne des critiques presse de 3,6/5, et des critiques spectateurs à 3,4/5. 

### Box-office
- France : 34 320 entrées[6]

## Distinctions
Sélectionné à la Quinzaine des réalisateurs du Festival de Cannes 2017, le film reçoit le prix du meilleur réalisateur et du meilleur réalisateur d'un premier film aux British Independent Film Awards 2017, ainsi que le prix du Syndicat Français de la Critique de Cinéma 2018 du meilleur premier film étranger.
Il est également sélectionné au Festival panafricain du cinéma et de la télévision de Ouagadougou de 2019.